# ژان ایو شای
ژان ایو شای (انگلیسی: Jean-Yves Chay؛ زادهٔ ۸ آوریل ۱۹۴۸) بازیکن فوتبال اهل فرانسه است.
از باشگاه‌هایی که در آن بازی کرده‌است می‌توان به باشگاه فوتبال الرجا اشاره کرد.